# ポール・ダグラス (カメラマン)
ポール・ダグラス（Paul Douglas、1958年 - 2006年5月29日）は、CBSニュースのカメラマン。音楽技術者のジェームス・ブロランとともにイラクの爆発で死去した。